# Agathodaimon
Agathodaimon é uma banda de symphonic black metal alemã formada em 1995. Encerrou suas atividades em 2014 e retomou-as em 2020.

## Biografia
O Agathodaimon foi formado em Setembro de 1995 pelo guitarrista Sathonys (alcunha de Martin Wickler) e pelo baterista Matthias Rodig. A ideia era formar uma banda de black metal e, para isso, vários anúncios foram colocados em revistasalemãs de Metal. As respostas vieram nos nomes de Vlad Dracul, como vocalista e tecladista, Marko Thomas como baixista e Hyperion como segundo guitarrista. Esta formação gravou a primeira demo, intitulada Carpe Noctem. Com esta, vieram algumas boas resenhas na mídia especializada de heavy metal e em fanzines dedicados a este estilo. A gravadora Century Media também passou a acompanhar de perto a banda, o que lhes rendeu uma ajuda financeira para a gravação de uma segunda demo, de melhor qualidade. Esta se chamaria Near Dark e, impressionantemente, chegou a vender 2.000 cópias, uma marca excelente para uma banda que ainda não tinha contrato e nenhum CD completo. Após analisar propostas de algumas gravadoras européias, o Agathodaimon optou por assinar com a Nuclear Blast.
Blacken the Angel, o álbum que inagurou a carreira do Agathodaimon, deveria ter sido gravado no início de 1998. Isso, no entanto, não aconteceu, pois o vocalista Vlad Dracul teve problemas com a imigração. Após ter ido visitar a família em sua cidade natal, na Romênia, Vlad não foi autorizado a retornar à Alemanha. Imagina-se que este problema esteja relacionado com o fato de Vlad ter deixado seu país durante o reino de Nicolae Ceauşescu. Por isso, a participação de Vlad ficou restrita à canção Contemplation Song. Nas outras faixas, foram recrutados músicos convidados, como Akaias (alcunha de Frank Nordmann), da banda Asaru, para o vocal, e Marcel Vampallens, da Nocte Obdcuta, da qual Sathonys e Matthias chegaram a fazer parte durante um tempo. Ao fim do ano de 1998, já com Blacken the Angel totalmente finalizado, o Agathodaimon tocou em festivais como o Wacken Open Air e o Wave Gotik Treffen e abriu para bandas como Benediction, Hypocrisy e Children of Bodom.
No ano seguinte (1999), o Agathodaimon se preparou para lançar seu segundo álbum, Higher Art of Rebellion. Mais uma vez, houve uma mudança na formação. Marcel Vampallens, que estava na banda apenas de forma provisória, deixou-a vez e, em seu lugar, entrou a tecladista Christine Schulte. Para continuar fazendo uso dos vocais de Vlad Dracul, o Agathodaimon fez o esforço de viajar até a Romênia. Apesar do resultado insatisfatório para os próprios músicos em termos de produção musical e timbres sonoros, este CD foi um divisor de águas na carreira do Agathodaimon. As canções misturavam black metal com pitadas de metal progressivo, adicionando toques de goticismo, uma tendência que definitivamente foi seguida nos CD seguintes da banda.
Ainda em 1999, o vocalista Vlad Dracul (atualmente no Opera IX como baixista) se afastou permanentemente da banda e, em seu lugar, Akaias se tornou membro oficial. Em 2000, o Agathodaimon foi o headliner de uma turnê com Siebenbürgen e Graveworm.
Algum tempo depois, Chapter III começou a ser composto. A ideia era fazer algo totalmente diferente do que já havia sido experimentado pela banda antes e, por isso, até o processo de composição foi modificado. Pela primeira vez, uma pré-produção foi feita para analisar as canções. Em 2001, Chapter III foi lançado, com elementos melodiosos, partes ríspidas e rápidas de black metal e mais uma vez com um tom de goticismo. A faixa Sacred Divinity, por exemplo, teve uma versão com vocais femininos, lançada na coletânea Beauty in Darkness. A turnê de Chapter III envolveu países europeus como Eslováquia, Eslovênia e Áustria, além dos tradicionais festivais de heavy metal que acontecem em toda a Europa sobretudo durante o verão.
A partir de então, muitas pessoas passaram a considerar o Agathodaimon como sendo uma banda de dark metal e não de black metal, fato que o álbum seguinte, Serpent's Embrace, só veio a confirmar. Serpent's Embrace marcou também a entrada de Darin "Eddie" Smith no baixo no lugar de Marko Thomas e do tecladista Felix Ü. Walzer substituindo Christine Schulte, além de Akaias assumir o posto de segundo guitarrista deixado por Hyperion.
Serpent's Embrace é, provavelmente, o álbum mais rico em termos de som do Agathodaimon. Isso porque reúne desde black metal, incluindo blast beats ("metrancas") até suaves baladas, elementos de death metal melódico e batidas eletrônicas.
Em 2009 a banda volta a cena do metal mundial com o lançamento de mais um álbum de estúdio, intitulado "Phoenix"; álbum muito bem aceito pela mídia e pelos fãs. Em 2013, a banda viria a lançar o seu último álbum, In Darkness pela gravadora Massacre Records.
No dia 18 de outubro de 2014, Sathonys declara que os membros da banda tomariam seus rumos. Alegou em nota oficial que precisavam dedicar-se mais às suas famílias e não seria um abandono definitivo ao Metal, cada um seguiria seus projetos e quando a banda se sentisse criativa e disposta pra um novo material, retornariam.
A banda anunciou o retorno em fevereiro de 2020. Lançaram o álbum The Seven no dia 18 de março de 2022.

## Formação
- Sathonys (Martin Wickler) - Guitarra
- Felix Ü. Walzer - Teclados
- Matthias Rodig - Bateria
- Till Ottinger - Baixo

## Ex-membros
- Akaias (Frank Nordmann) - Vocal (2002 - 2007?)
- Hyperion - Guitarra (2001)
- Darin "Eddie" Smith - Baixo (2003 - 2006)
- Vlad Drakul - Vocal, teclado. (1995 - 2002)
- Marcel "Vampallens" - Teclados (1998)
- Christine Schulte - Teclados (1998 - 2002)
- Marko Thomas - Baixo (1995 - 2002)
- Ophelia (Ruth Knepel) - Vocais femininos em Serpent's Embrace (2004)

## Discografia
Demo
- Carpe Noctem (1996)
- Near Dark (1997)

EP
- Bislang (1999)

Álbuns de estúdio
- Blacken the Angel (1998)
- Higher Art of Rebellion (1999)
- Chapter III (2001)
- Serpent's Embrace (2004)
- Phoenix (2009)
- In Darkness (2013)
- The Seven (2022)

Coletâneas
- Tomb Sculptures (1997)